# Kétszikűek
A kétszikűek (Magnoliopsida, v. Dicotyledoneae) a hagyományos rendszerezés szerint a növények egy osztálya. Az egyszikűekkel együtt alkotják a zárvatermők törzsét. A legidősebb zárvatermők kétszikűek voltak.

## Megjelenésük, felépítésük
Két, egymással szemben álló sziklevéllel csíráznak – ezeknek a tápanyag raktározásában van fontos szerepük. A kétszikűek sziklevele csírázáskor a talajból kiemelkedik, mert a fejlődő fiatal szár felemeli az első lombleveleket és a még le nem száradt szikleveleket is (ún. föld felett csírázás), ellentétben az egyszikűek sziklevelével, amely a talajban marad, és nem kerül a felszín fölé (ún. földben vagy föld alatt csírázás). A sziklevelek között helyezkedik el a rügyecske, amiből a hajtás fejlődik ki, valamint a gyököcske, amiből a főgyökér. Ez utóbbi gyakran elágazik, oldalgyökereket fejleszt. A levelekben az erek felépítése hasonló, vagyis egy főér ágazik el több oldalérre. Gázcserenyílásaik a levelek fonákján vannak.
Száruk elágazó fás vagy lágy. Szállítónyalábjaik szabályos körben helyezkednek el.
A virágtakaró a legtöbbször kettős: csészéből és pártából áll (amikor ezek nem különülnek el, akkor lepelnek nevezzük). A virágtagok száma 4 vagy 5 (ez alól kivételek például az ősi bélyegeket hordozó liliomfák).

## Rendszerezésük

### Újabb rendszerezés
Az APG III osztályozás alapján a kétszikűek osztálya nem monofiletikus, azaz nem önálló taxon, hanem a csoportot osztályba nem sorolható rendekre és családokra, valamint a valódi kétszikűekre kell felbontani. A be nem sorolt rendek és a magnoliids klád már az egyszikűek kiválása előtt önállósodtak.
- Osztályba be nem sorolt rendek
  - Amborellales
  - Chloranthales
  - Tündérrózsa-virágúak (Nymphaeales)
  - Austrobaileyales
  - Ceratophyllales
  - magnoliids klád:
    - Liliomfa-virágúak (Magnoliales)
    - Babérvirágúak (Laurales)
    - Canellales
    - Borsvirágúak (Piperales)

  - …(egyszikűek)
- Valódi kétszikűek (Eudicotyledon)

### Cronquist rendszerezése
Cronquist hat alosztályra bontotta a csoportot:
- Magnoliidae
- Hamamelididae
- Caryophyllidae
- Dilleniidae
- Rosidae
- Asteridae